# Битва при Иконии (1190)
Битва при Иконии (18 мая 1190) — битва в рамках Третьего крестового похода между силами Священной Римской империи под командованием императора Фридриха Барбароссы и силами Сельджукского султаната под руководством Кылыч-Арслана II. В результате битвы столица сельджукского султаната оказалась в руках императора. Однако уже 23 мая немцы покинули город на пути в Левант, и он снова был занят турками. Таким образом, Конийский султанат быстро вернул себе власть в своей столице.

## Предпосылки
Икония являлась столицей Малой Азии и находилась восточней Смирны на 470 км. В то время город также являлся столицей Сельджукского султаната.
Во время Третьего крестового похода морские силы Фридриха Барбароссы пересекли с византийскими кораблями пролив Дарданеллы и высадились в Малой Азии. Начиная с апреля, путь крестоносцев пролегал по территории Конийского султаната. Хронисты оценивают численность крестоносцев примерно в 100 тыс. человек, из которых 20 тыс. составляли рыцари и легкая конница, но вероятно, эти цифры сильно преувеличены.
В течение своего трудного пути через горы Центральной Анатолии на пути к христианам, осадившим Акру, крестоносцы страдали от жары, нехватки воды и провианта. Из-за постоянных нападений и засад турок-сельджуков христиане несли большие человеческие потери, страдали животные. На горной местности армия крестоносцев растягивалась на километры, что делало их уязвимыми при внезапных атаках мусульман. Кылыч-Арслан II, сельджукский султан, гарантировал крестоносцам свободный проход по его территориям, а также дал двух проводников. Это убедило Фридриха Барбароссу, что нападения были делом рук случайных групп и разбойников.
Когда передовые отряды армии Фридриха вошли на равнину перед городом Филомелион и увидели огромные силы мусульман, то поняли, что их предали. В последовавшем сражении при Филомелоне, крестоносцы, впервые встретившиеся с турками-сельджуками, нанесли им большие потери. Битва была выиграна и Фридрих Барбаросса повел свои войска дальше, на Иконию, где разбил лагерь вблизи города 17 мая 1190 года. К тому времени у крестоносцев осталось значительно меньше верховых лошадей и вьючных животных — они были убиты либо по дороге, либо умерли от нехватки кормов.

## Битва
Утром 18 мая 1190 года Фридрих I Барбаросса разделил свои силы на две части. Одна часть, под командованием сына Барбороссы, Фридриха Швабского должна была осадить город, в то время как сам Барборосса с остальным войском оставался бы на подходах к городу. По пути к городу Фридрих Швабский встретил посла германии Готфрида Визенбахского, который доложил, что старый султан, испугавшись сил крестоносцев, спрятался со своей армией в цитадели в городе. Его примеру последовали и жители, захватив с собой всё своё богатство и обильные запасы продовольствия. Герцог Фридрих при первой же атаке со своими войсками разбил ворота, успешно отразил вылазку сельджуков и подошёл к самым стенам цитадели. Мусульманские жители, которые оставались в городе, были убиты.
В это время Барбаросса, не знавший о победе своего сына, попал в окружение сульджуков за пределами города. Ситуация казалась безнадежной, солдаты и духовенство сплотились вокруг своего императора и ожидали скорой, неминуемой гибели. Но Барбаросса не хотел мириться с такой судьбой, он крикнул своим людям что они должны вверить себя Иисусу Христу и сложить свои головы в атаке на врагов. Вдохновленные словами своего императора, крестоносцы воспряли духом и перешли в решительное наступление, позволившее им пробиться сквозь окружение и объединиться с войсками герцога Фридриха в городе.
В результате многочисленных атак, сельджуки потеряли в этот день до 40 тыс. человек; при их преследовании было убито ещё около 5 тыс. Потери крестоносцев составили около 20 тыс. человек.

## Последствия
Кылыч-Арслан II прибыл на следующий день в качестве заложника. Также он должен был обеспечить крестоносцев необходимым провиантом, лошадьми и поддержкой на протяжении всего пути по его землям. В Иконии христиане нашли богатую добычу: золото и серебро, а также пурпурные ткани, которые имели огромную ценность.
Старший из сыновей Кылыч-Арслана, Куад ад-Дин, объединился с сыном Саладина, чтобы разгромить крестоносцев. Из-за этого Саладин вынужден был прервать освобождение города Акры, осажденного христианами, и отправить свои силы против Фридриха Барбароссы, чтобы не допустить слияние сил крестоносцев.
23 мая перед воротами Иконии был организован рынок, где крестоносцы закупили 6 тыс. лошадей и мулов, а также большие запасы хлеба, мяса, масла и сыра. 26 мая крестоносцы двинулись дальше, и только обещание убить заложников гарантировало им отныне свободный проход по землям Конийского султаната. 30 мая они достигли города Карамана и направились дальше в соседние земли Киликийской Армении, где правил союзник Фридриха Барбароссы, царь Левон II.
После перехода через Таврские горы, при переправе через речку Гёксу, Фридрих Барбаросса утонул. Большая часть его войска вернулась домой в Европу. Дальнейший путь в Святую землю под руководством Фридриха Швабского продолжили не более 20 тыс. человек.